# Heka
Pour l'étoile du même nom, voir Lambda Orionis.
Heka est la divinité égyptienne qui personnifie la puissance magique, il est lié à toute magie car il est, en quelque sorte, la magie même. Il est le fils de Rê à Héliopolis, la forme juvénile de Khnoum à Esna ou encore le démiurge à Memphis. Les médecins de l'Égypte antique sont ses prêtres. 
Heka « magie », avec Sia « connaissance ou pensée créatrice » et Hou « verbe créateur », sont à côté de Rê dans la barque solaire. Sia se tient à la poupe, Hou est à l'arrière sous forme hiéroglyphique et Heka se tient devant Rê.
Les Égyptiens, qui croient à la puissance d'un mot ou d'un symbole, craignent et adorent ces dieux, qui sont utiles ou dangereux selon la personne qui les utilise.